# Selidosema intermediafumosa
Selidosema intermediafumosa är en fjärilsart som beskrevs av H.J.Turner 1921. Selidosema intermediafumosa ingår i släktet Selidosema och familjen mätare. Inga underarter finns listade i Catalogue of Life.